# Cordillera Garibaldi
La cordillera Garibaldi es la subdivisión más suroccidental de la cordillera del Pacífico de las montañas de la Costa; sólo las montañas de la Costa del Norte están más al suroeste. Se encuentran entre el valle formado por el paso entre el río Cheakamus y el río Green al oeste (donde se encuentra el municipio turístico de Whistler) y el valle del río Lillooet al este, y se extienden hacia el sur hasta Maple Ridge, un suburbio del este de Vancouver, y el distrito norte de Mission. Al sur están las montañas North Shore que dominan Vancouver, mientras que al sureste están las montañas Douglas. 
Toman su nombre indirectamente del monte Garibaldi en el lado occidental de la cordillera, que es el nombre del parque provincial Garibaldi. Su extremo sur, entre el río Stave superior y el lago Pitt, se encuentra al norte del municipio de Maple Ridge, y forma el parque provincial Golden Ears (que originalmente formaba parte del parque Garibaldi). 
Su montaña más famosa, El Colmillo Negro, no está entre las más altas de la cordillera; es un tapón volcánico entre los lagos Garibaldi y Cheakamus, justo al sur del centro turístico de Whistler, Columbia Británica. El pico más alto de la cordillera está justo al norte del complejo, la montaña Wedge de 2892 m, también conocida como Wedgemont y "La Cuña". 
La parte septentrional de la cordillera, que consiste en su mayor parte en el parque provincial Garibaldi, tiene un carácter extremadamente alpino, con grandes campos de hielo y un mar de altas cumbres. La parte meridional de la cordillera, al norte del lago Stave y entre el río Pitt superior y el río Lillooet inferior, no tiene grandes campos de hielo debido a la forma de la red de valles en forma de U que se precipitan, muchos de ellos de más de 1500 m de profundidad, con picos individuales con flancos casi verticales de hasta 2100 m. En el centro de este conjunto de crestas decoradas con picos afilados, se encuentra el más alto - el Monte Judge Howay 2262 m. Los principales picos más meridionales de la cordillera Garibaldi se encuentran en el parque provincial Golden Ears, justo al norte de Haney (en el centro de Maple Ridge), cuyo racimo de panes de azúcar se asemeja a las orejas de un burro y, en el día de su nombramiento, brillaban al atardecer; el más alto de ellos es Golden Ears con 1716 m. 

## Subcordilleras
- Garibaldi Névé
- Cordillera Fitzsimmons 
  - Musical Bumps
- Cordillera McBride
- Cordillera Spearhead
- Golden Ears
- Misty Icefield
- Cordillera Bastion